# Lappstaden i Arvidsjaur

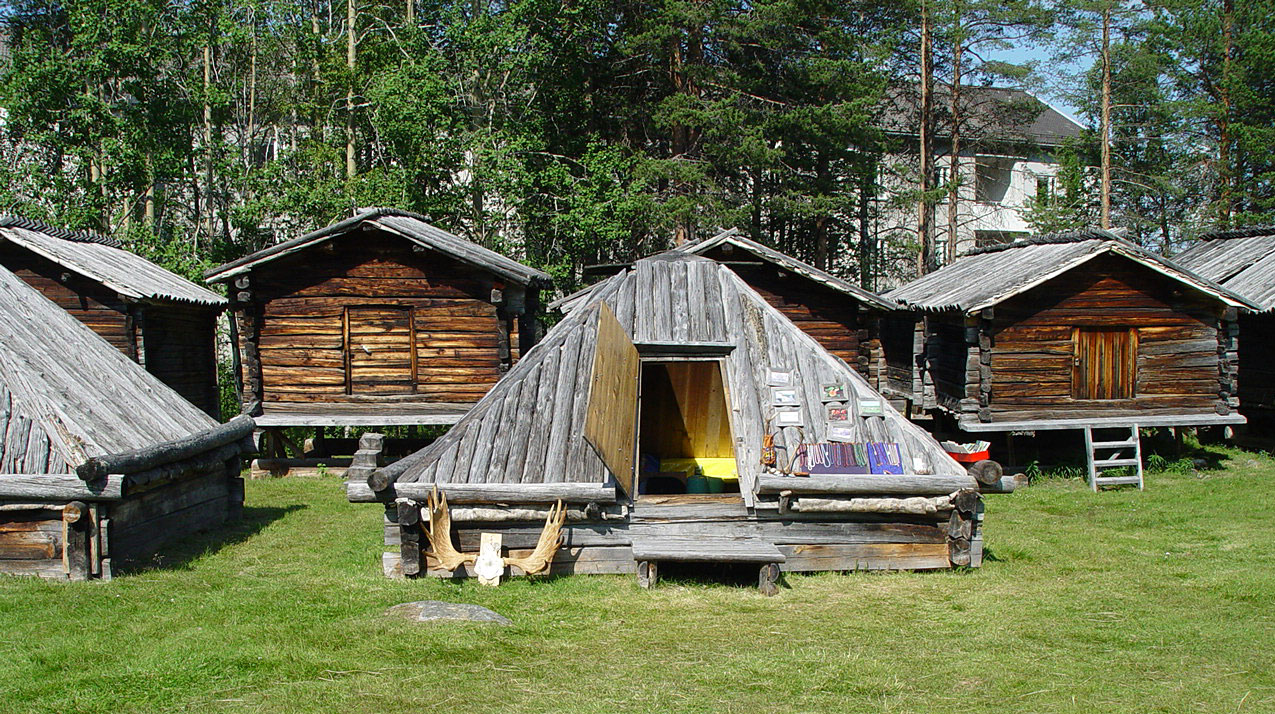
Kåta i Lappstaden

Lappstaden i Arvidsjaur är en lappstad vid Arvidsjaurs kyrka i Lappland.
Lappstaden i Arvidsjaur som bebyggelse för långväga kyrkbesökare har sina rötter år 1606, då Arvidsjaur utsågs till tings- och marknadsplats och en kyrka började byggas. Den kom till nuvarande plats 1826, då en ny kyrka byggdes. Då fanns också en bondstad och en borgarstad med tillfälliga övernattningshus. Lappstaden har omkring trettio timmerkåtor och ett femtiotal härbren. Den har aldrig haft permanent bosättning, utan endast använts vid marknader och kyrkhelger. Alla byggnader är privatägda.
Kyrkkåtorna används två gånger om året: första söndagen i juni och vid Storstämningshelgen sista helgen i augusti.
Den person som har tillskrivits den största äran till att Lappstaden i Arvidsjaur bevarats är Karin Stenberg. Hon uppvaktade på 1930-talet med positivt resultat landshövdingen i frågan och arbetade för bevarandefrågan i Stockholm, med stöd av Carl Lindhagen, gentemot regeringen.
Det äldsta härbret är från 1700-talet och det yngsta byggdes 1996 i samband med en utbildning i gammal byggteknik. 
Lappstaden blev byggnadsminne 1976 genom beslut av Riksantikvarieämbetet. Det fanns då 27 bostadskåtor och 52 härbren. 

## Bildgalleri

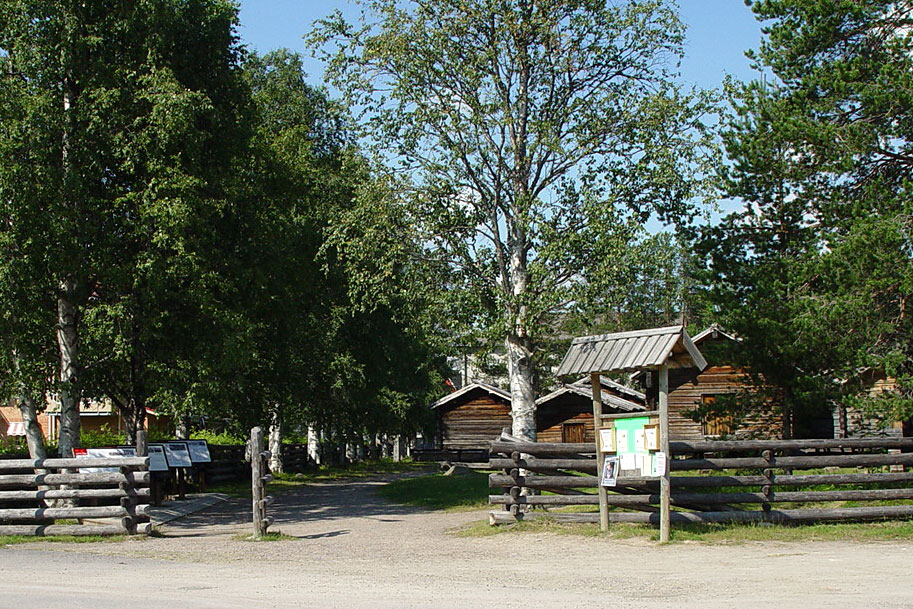
Ingången till Lappstaden
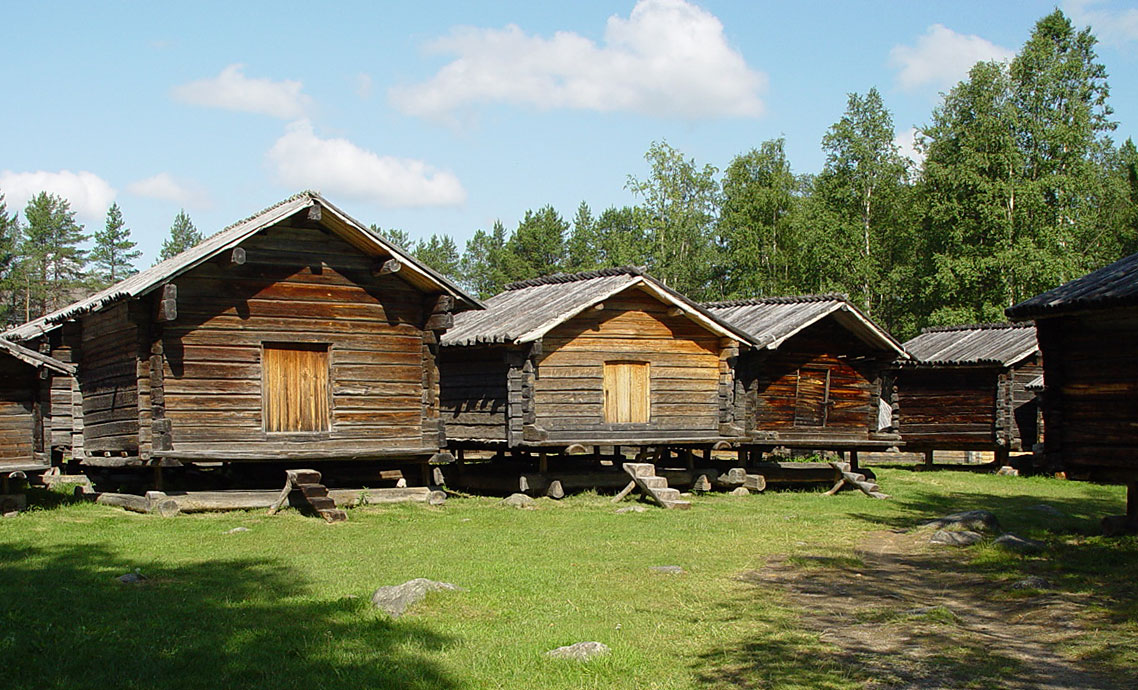
Härbren
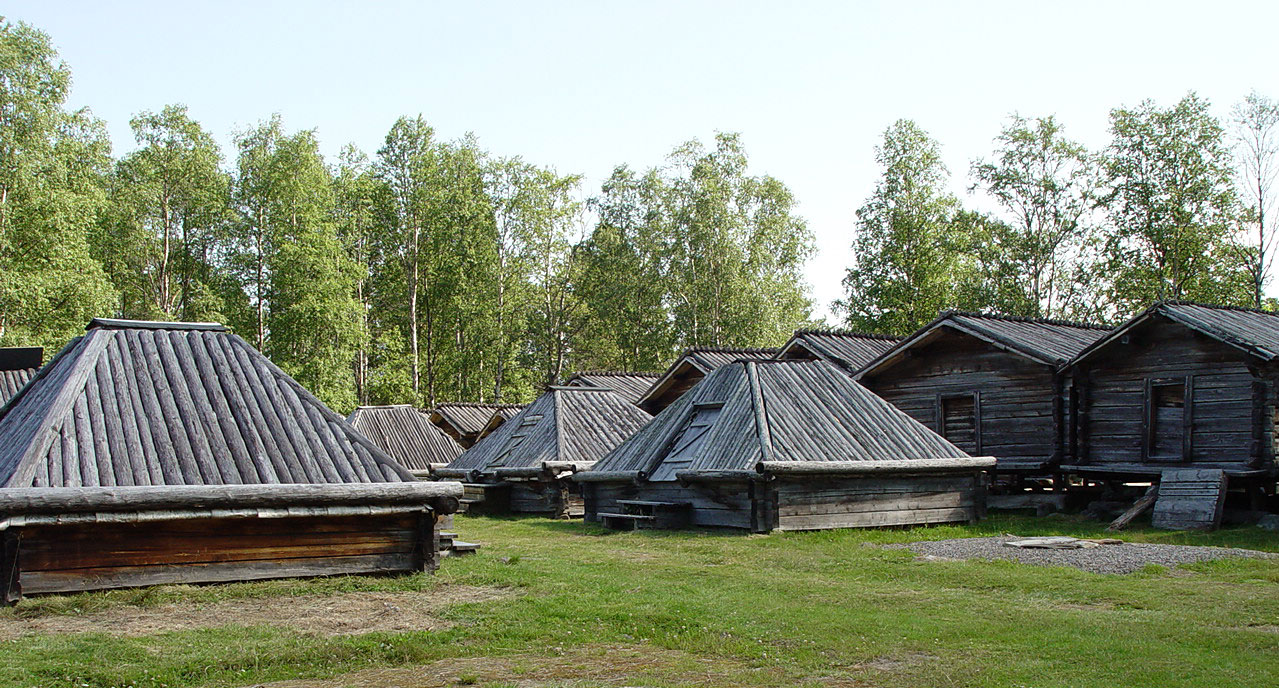
Kåtor
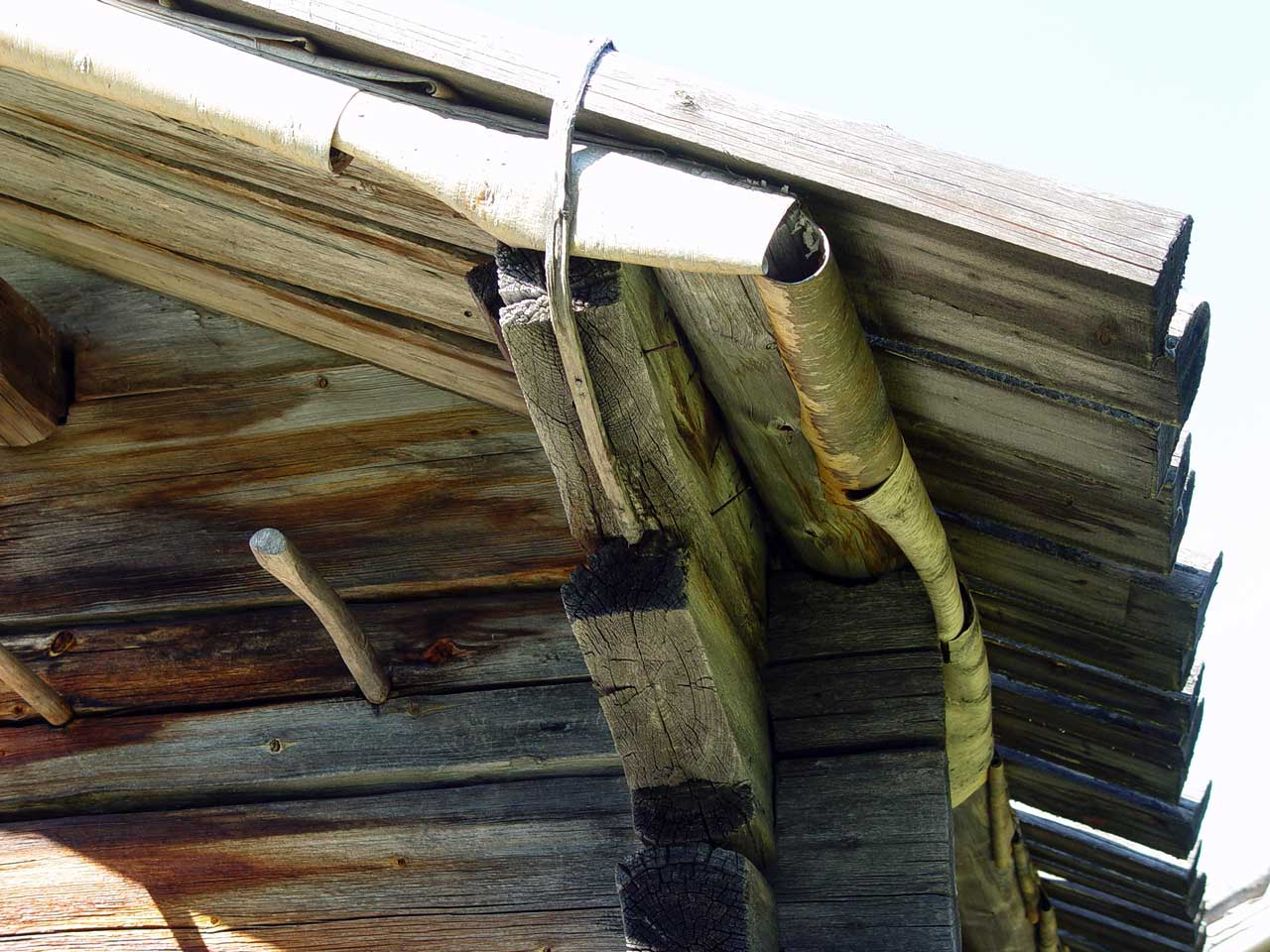
Detalj, kåtatak
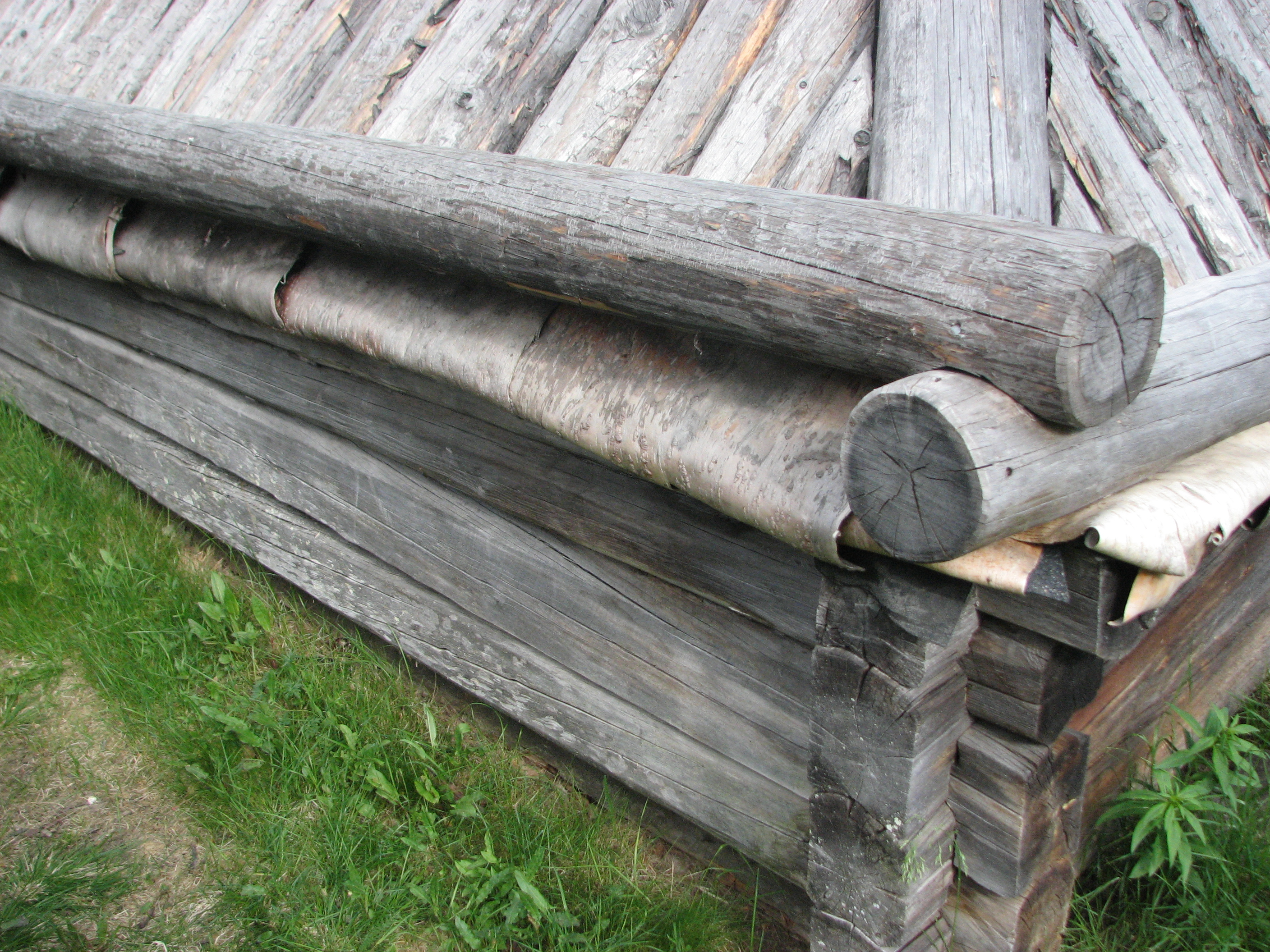
Detalj, kåtaknut